# Thomas N. Scortia
Thomas Nicholas Scortia (29. srpna 1926 Alton, Illinois – 29. dubna 1986 La Verne, Kalifornie) byl americký spisovatel. Vystudoval chemii a původně pracoval v leteckém průmyslu. V češtině bylo vydáno pět katastrofických románů, které napsal spolu s Frankem M. Robinsonem. Světové proslulosti z nich dosáhlo Skleněné peklo, díky úspěšnému zfilmování. Na jedné knize Scortia spolupracoval také s Daltonem Trumbem.

## Dílo
V katastrofických románech (resp. z hlediska časového rozpětí jde spíše o rozsáhlé novely), které psali Scortia a Robinson, dochází k neštěstí kvůli bezohlednému upřednostňování ekonomických a politických zájmů na úkor bezpečnosti. Často se jedná o megalomanské stavební projekty, kde politické tlaky vedou k uspěchání prací a zanedbání bezpečnostních opatření. V důsledku pak umírá řada nevinných lidí.
Stylově se jejich dílo podobá románům Arthura Haileyho, zejména detailním a technicky precizním vykreslením prostředí, rozebíráním vztahů mezi velkým množstvím postav a mistrně gradovaným napětím, stejně jako popisným slohem bez větších uměleckých ambicí a značným schematismem. Oproti Haileymu je zde ale více akcentována kritika americké politické praxe a pranýřování jejího bezcitného pragmatismu. Díky tomu bylo jejich dílo hojně překládáno a vydáváno i v normalizačním Československu (ještě před revolucí vyšly tři knihy a čtvrtá byla připravována).

### Seznam novel dvojice Scortia & Robinson
- Skleněné peklo (The Glass Inferno, 1974, česky 1983) – o požáru mrakodrapu
- Prométheus v plamenech (The Prometheus Crisis, 1975, česky 1990) – o havárii v jaderné elektrárně na Západním pobřeží
- Noční můra (The Nightmare Factor, 1978, česky 1984) – o smrtelné nákaze
- Ponorka (The Gold Crew, 1980, česky 1988) – o jaderné ponorce, kde psychóza posádky hrozí rozpoutat třetí světovou válku
- Výbuch (Blowout, 1987, česky 1993) – o výbuchu a závalu při hloubení tunelu pod Michiganským jezerem (vydáno už po Scortiově smrti)

## Adaptace
Na motivy románu Skleněné peklo byl hned v roce 1974 natočen úspěšný hollywoodský velkofilm Skleněné peklo (The Towering Inferno). 
Román Ponorka byl v roce 1986 zpracován jako televizní film pod názvem The Fifth Missile.